# 布克斯 (蘇黎世州)
布克斯（德語：Buchs，德語發音：[bʊks] ⓘ）是瑞士苏黎世州迪尔斯多夫区的市镇。该市镇面积为5.87平方千米，海拔高度442米，2018年12月31日人口数为6,398。

## 外部連結
- 布克斯官方网站 （页面存档备份，存于） （德文）